# Werdo
Werdo (* vor 778; † 30. März 812) war Abt des Klosters St. Gallen in St. Gallen.
Der Weltpriester Werdo wurde erstmals 778 urkundlich erwähnt. Nach der Demissionierung von Waldo von Reichenau im Jahr 784 wurde er von Bischof Egino von Konstanz vom Bistum Konstanz zum Abt des Klosters St. Gallen ernannt. Er starb vermutlich am 30. März 812.

## Wirken
Werdo wurde von den St. Galler Mönchen erst akzeptiert, als er sich zum Mönchsleben bekannte und die Kutte anzog. Ausserdem stand er während seiner ganzen Regierungszeit in starker Abhängigkeit von Bischof Egino. In Urkunden taucht er denn auch häufig in Verbindung mit Egino auf. Seine Klosterleitung stand in der Tradition von Abt Johannes II. von Konstanz, insbesondere was die expansive Erwerbspolitik betraf. So erwarb das Kloster unter seiner Leitung zahlreiche Güter im Donau-Neckar-Raum. Unter ihm traten in St. Gallen die ersten Advocati auf, die den Abt oder dessen Beauftragten beim Abhalten von Gerichten und in Rechtsgeschäften unterstützten.